# Скворцов, Иван Павлович
Иван Павлович Скворцов — советский хозяйственный, государственный и политический деятель, Герой Социалистического Труда.

## Биография
Родился в 1922 году в селе Богородское (ныне — Вадинский район Пензенской области). Член КПСС с 1949 года.
С 1939 года — на хозяйственной, общественной и политической работе. В 1939—1982 гг. — техник-механик электроцеха в Новомосковске, участник Великой Отечественной войны, механик, главный инженер, директор Петропавловской машинно-тракторной станции в селе Каргалы Талды-Курганской области, на руководящих должностях в сельском хозяйстве Алма-Атинской области, председатель колхоза «Луч Востока» Талгарского района Алма-Атинской области Казахской ССР, председатель профкома колхоза «Луч Востока».
Окончил Ташкентский институт инженеров ирригации и механизации сельского хозяйства.
Указом Президиума Верховного Совета СССР от 10 декабря 1973 года присвоено звание Героя Социалистического Труда с вручением ордена Ленина и золотой медали «Серп и Молот».
С мая 1978 года — персональный пенсионер союзного значения.
Умер после 1985 года.